# Fricsay Richárd (karmester, 1888–1961)
Fricsay Richárd, Fricsay Rihárd Rezső, Fričaj (Bécs, 1888. február 5. – Budapest, 1961. február 11.) karmester. Id. Fricsay Richárd fia, Fricsay Ferenc bátyja.

## Életútja
Fricsay Richárd karmester és Zapletal Amália fiaként született. 1908–1910-ben zenei tisztként szolgált a székesfehérvári ezrednél, majd 1910 és 1920 között a zágrábi honvédezrednél volt karmester. 1920–1922-ben a Ludovika Akadémia ének- és zenetanára, utána 1922–1923-ban irodatiszt volt a katonai földrajzintézetben. Ezután visszatért a zenei pályára, s 1924-től 1945-ig a budapesti folyamőrzenekar karmestere, 1945–1946-ban a honvédelmi minisztérium zeneügyi osztályán főzeneigazgató, karmester-ezredes volt. 1947-től 1958-ig a Magyar Rádió mint zenei rendező és kottatári tisztviselőt foglalkoztatta. Halálát szívizomelfajulás okozta. Felesége Simm Jusztina Amália volt, akivel 1916-ban Noviban kötött házasságot. Fričaj családi nevét 1926-ban Fricsayra változtatta.